# Cmp
cmp este o comandă UNIX care compară două fișiere și tipărește rezultatul pe ieșirea standard. Implicit, cmp nu
tipărește nimic dacă numele fișierelor este același. În cazul în care fișierele sunt diferite, cmp tipărește numărul liniilor
care diferă.

## Sintaxă
```
cmp [opțiuni] file1 file2
```

unde file1 și file2 sunt cele două fișiere.
Dintre opțiunile cel mai folosite amintim:
l - pentru fiecare diferență, tipărește numărul octetului în zecimal și valorile octeților în octal.
s (silent) - nu tipărește nimic dacă fișierele sunt diferite.
Când este rulată dintr-un script, cmp returnează următoarele valori:
- 0 - fișierele sunt identice
- 1 - fișierele sunt diferite
- >1 - eroare

## Exemple
Compararea a două fișiere text:
```
$ cmp file1 file2
file1 file2 differ: byte 274, line 4
```